# Chafariz de Benfica

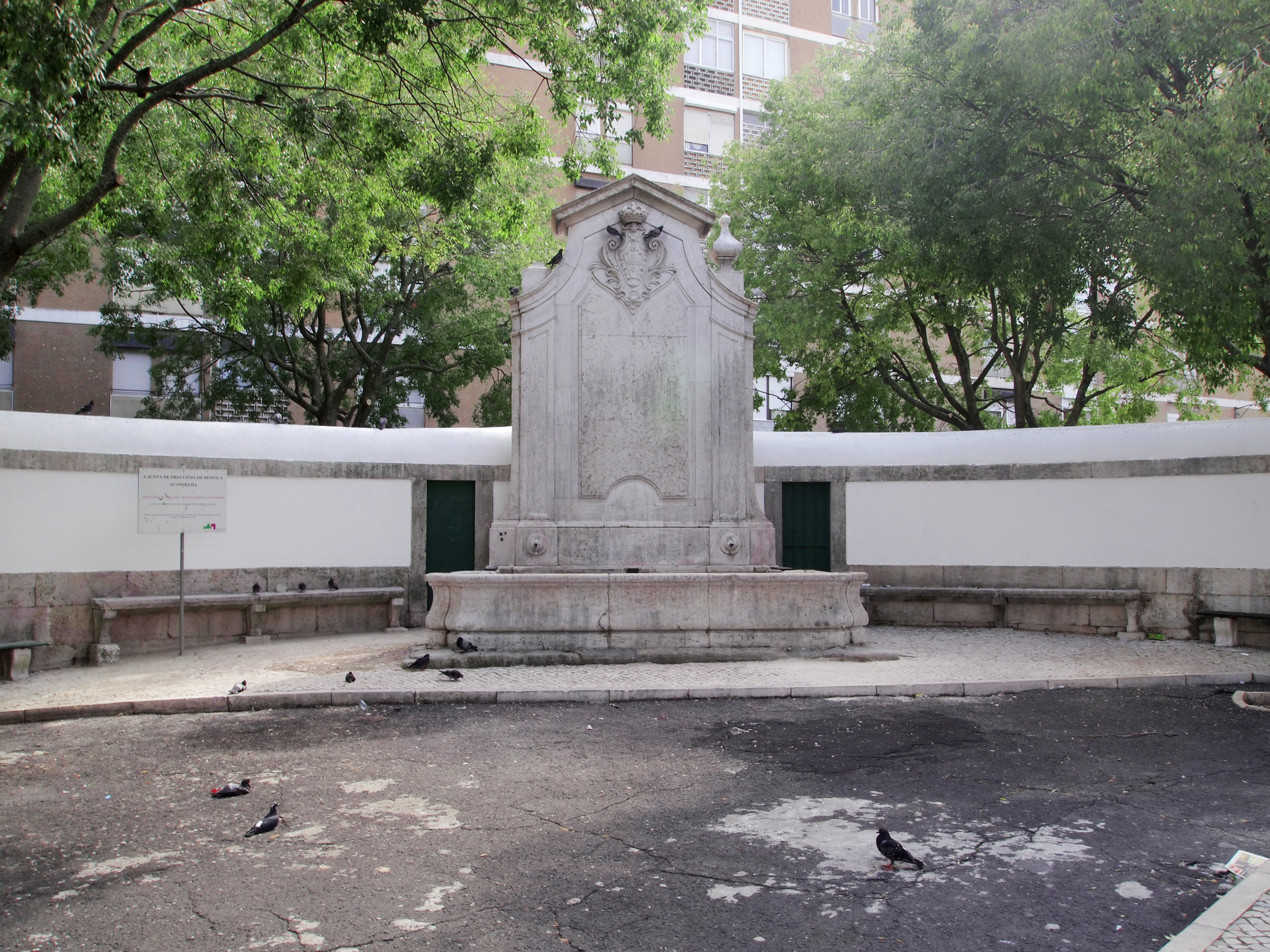
Chafariz de Benfica

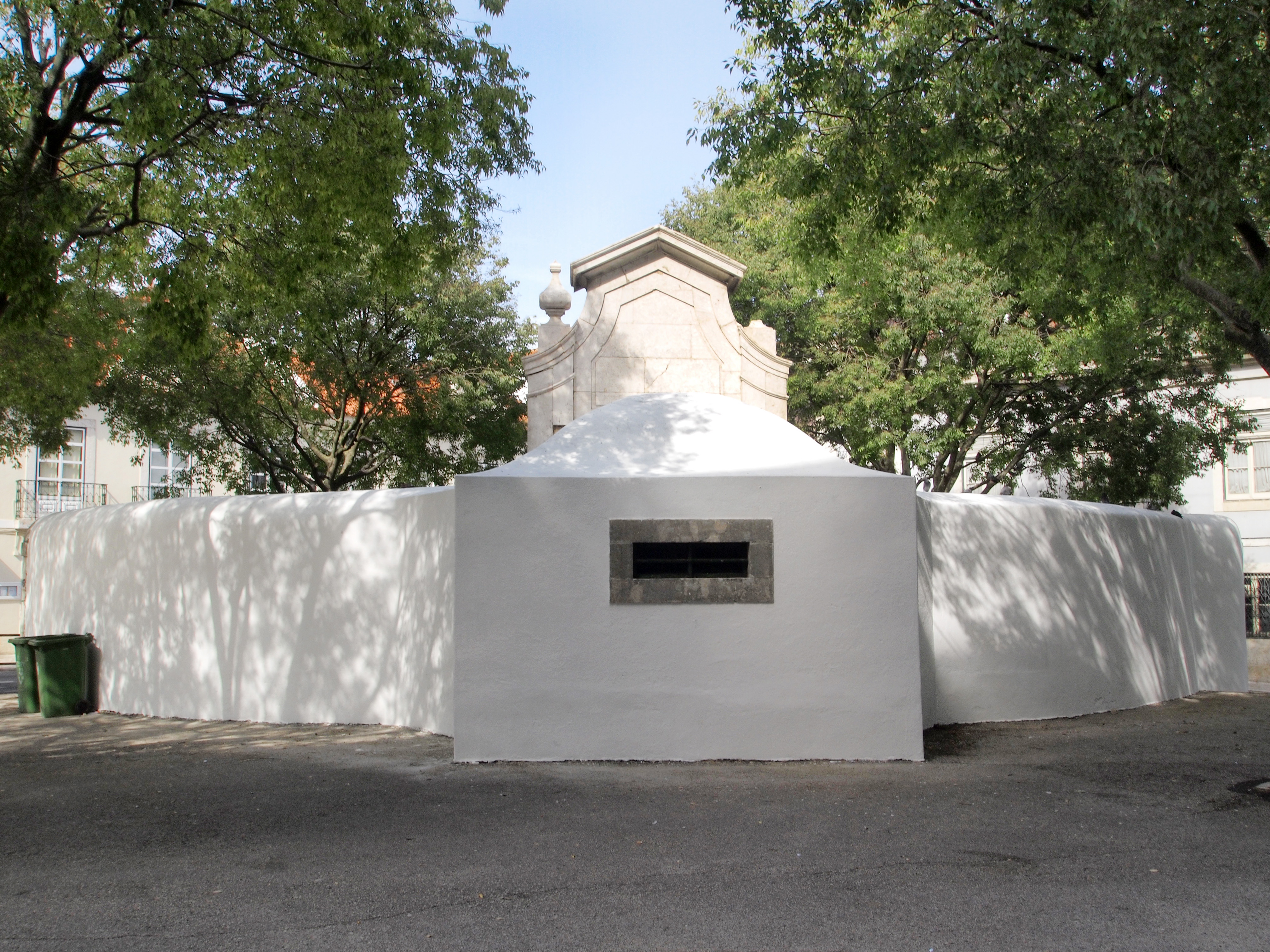
Traseiras do Chafariz de Benfica

O Chafariz de Benfica fica na Estrada de Benfica, perto da Igreja de Nossa Senhora do Amparo.

## História
A construção começou a 17 de Julho de 1788, por ordem da Junta de Águas Livres. A água que chegava aos bicos do chafariz vinha do Aqueduto das Águas Livres, donde se fez um desvio que passa por baixo da linha de caminho-de-ferro para Sintra e atravessa o bairro de Santa Cruz.
O chafariz tem um grande muro, no qual está instalado, virado a nordeste. As duas pequenas portas que possui dão acesso a uma casa de água situada nas traseiras do chafariz.
As sobras de água, na época, eram canalizadas para a quinta do desembargador Manuel Inácio de Moura onde serviam para a rega. Mais tarde essas águas passaram a ir directamente para a rede de esgotos.
Hoje em dia este chafariz está fora de uso.